# イオンタウン江別
イオンタウン江別（イオンタウンえべつ）は、北海道江別市に所在するイオンタウン運営の大型商業施設（ショッピングセンター）である。

## 概要
1978年11月に開店し、2007年1月21日に閉店したイトーヨーカドー江別店の店舗跡を利用した店舗である。開店当初の核店舗はマックスバリュだったが、2010年8月よりザ・ビッグに転換されている。
イオンタウン株式会社が北海道で運営する唯一のショッピングセンターとなっている。

## 沿革
- 2007年（平成19年）11月30日：「イオンタウン江別ショッピングセンター」オープン[1]。
- 2010年（平成22年）8月7日：マックスバリュをディスカウントストアの「ザ・ビッグ」に業態転換[4]。
- 2020年（令和2年）3月1日：合併に伴い、核店舗のザ・ビッグ江別店の運営がマックスバリュ北海道からイオン北海道に変更。

## 主なテナント
商業施設
- ザ・ビッグ江別店
- ツルハドラッグ野幌店
- 未来屋書店江別野幌店
- ダイソーイオンタウン江別店
- ロッテリアイオンタウン江別店 - イトーヨーカドー時代から引き続き出店している。
- ファッション市場サンキ野幌店 - 2025年4月25日に、同市内の別の場所から移転し開業[5]。

公共施設
- 江別市子育てひろば「ぽこ あ ぽこ」[6] - 幼児・児童向けの遊具・図書コーナーや、託児ルーム「きらきら」を設ける。また子育てに関する情報の提供などを行う。
- 江別まちなか仕事プラザ - 江別市内をはじめとした企業の求人情報提供や、各種就職支援セミナーの開催などを行う。

過去のテナント
- マツヤデンキイオンタウン江別店 - 2025年1月19日閉店[7]。